# Face Down
«Face Down» es una canción de la banda estadounidense de rock alternativo The Red Jumpsuit Apparatus, lanzada el 4 de julio de 2006 como su primer sencillo de su primer álbum de estudio Don't You Fake It (2006).
La canción alcanzó el puesto 24 en los Estados Unidos y el número cuatro en Nueva Zelanda. Empató a 30 Seconds to Mars con "The Kill" como la canción de mayor duración en la lista Billboard Modern Rock Tracks sin alcanzar el número uno, con 52 semanas. "Face Down" sigue siendo el sencillo más exitoso de la banda. Se lanzaron cuatro versiones, incluida una versión acústica.

## Letra
La canción trata sobre la violencia doméstica. En la canción, Ronnie Winter le pregunta a la mujer por qué sigue en la relación abusiva y le pregunta al hombre si se siente fuerte abusando de ella. Ronnie Winter y su hermano Randy Winter dijeron que escribieron la canción porque crecieron viendo a su madre sufrir violencia doméstica.

## Video musical
El vídeo musical es paralelo a la canción en su tratamiento de la violencia en una relación. Después de llegar a casa, una joven examina un hematoma en la parte baja de la espalda y comienza a buscar y examinar objetos que asocia con su novio (por ejemplo, fotografías, una tarjeta, cartas). Mientras lo hace, los objetos a su alrededor comienzan a moverse repentinamente como si hubieran sido arrojados o destruidos por la mano invisible de un abusador. El nivel de daño causado aumenta a lo largo del video, aunque la joven no reacciona ni reconoce la creciente violencia a su alrededor. Después de que una silla atraviesa la ventana de la sala, ella toma las fotografías y las cartas y las arroja a un bote de basura afuera de su casa. Esta escena en desarrollo se yuxtapone con tomas de la banda interpretando la canción en una sala de estar con iluminación y decoración que parecen ser las de la joven.

## Posicionamiento en lista
| Lista (2006-2007)                     | Posición |
| ------------------------------------- | -------- |
| Canadá (Canadian Hot 100)             | 43       |
| Nueva Zelanda (Recorded Music NZ)     | 4        |
| US Billboard Hot 100                  | 24       |
| US Adult Top 40 (Billboard)           | 18       |
| US Mainstream Rock Tracks (Billboard) | 38       |
| US Mainstream Top 40 (Billboard)      | 10       |
| US Modern Rock Tracks (Billboard)     | 3        |